# 昌原黄氏
昌原黄氏（チャンウォヌァンし、창원황씨）は、朝鮮の氏族の一つ。本貫は慶尚南道昌原市である。2015年の調査では271,986人である（他に同系列の檜山黄氏は18,216人）。
朝鮮の黄氏は、中国後漢の重臣だった黄洛にはじまる。黄洛は、後漢の光武帝時代の28年に使臣としてベトナムに赴く途中に海上で遭難し新羅に漂着・帰化した。黄洛の子孫の黄石奇、黄忠俊、黄亮沖が昌原黄氏の始祖となる。
平海黄氏、長水黄氏、慶州黄氏、管城黄氏、徳山黄氏、尚州黄氏、星州黄氏、紆州黄氏、斉安黄氏、杭州黄氏、黄州黄氏、懐徳黄氏と共に中央黄氏宗親会をなしている。

## 行列字
- 侍中公（忠俊）派

| ○世孫  | 15                | 16       | 17                | 18                | 19                | 20                | 21                | 22                | 23                | 24                | 25                |
| ------ | ----------------- | -------- | ----------------- | ----------------- | ----------------- | ----------------- | ----------------- | ----------------- | ----------------- | ----------------- | ----------------- |
| 行列字 | 인（仁）          | 기（基） | 종（鍾）          | 연（淵）          | 수（秀） 휴（休） | 성（性） 열（烈） | 규（圭） 치（致） | 선（善） 현（鉉） | 순（淳） 태（泰） | 동（東） 근（根） | 희（熙） 영（榮） |
| ○世孫  | 26                | 27       | 28                | 29                | 30                | 31                | 32                | 33                | 34                | 35                |                   |
| 行列字 | 균（均） 곤（坤） | 진（鎭） | 용（溶） 한（漢） | 권（權） 주（柱） | 섭（燮） 엽（燁） | 배（培） 훈（壎） | 호（鎬） 은（銀） | 택（澤） 윤（潤） | 식（植） 표（杓） | 노（魯） 혁（爀） |                   |

## 人口分布
2015年統計によると、多くの自治体の総人口に占める比例が1%未満であるが、慶尚南道昌原市周辺や仁川広域市江華郡では1%を超えている。全国で総人口に占める比例が最も高い地域は慶尚南道咸安郡（1,251人、総人口の2.05%）である。